# میدان میشان

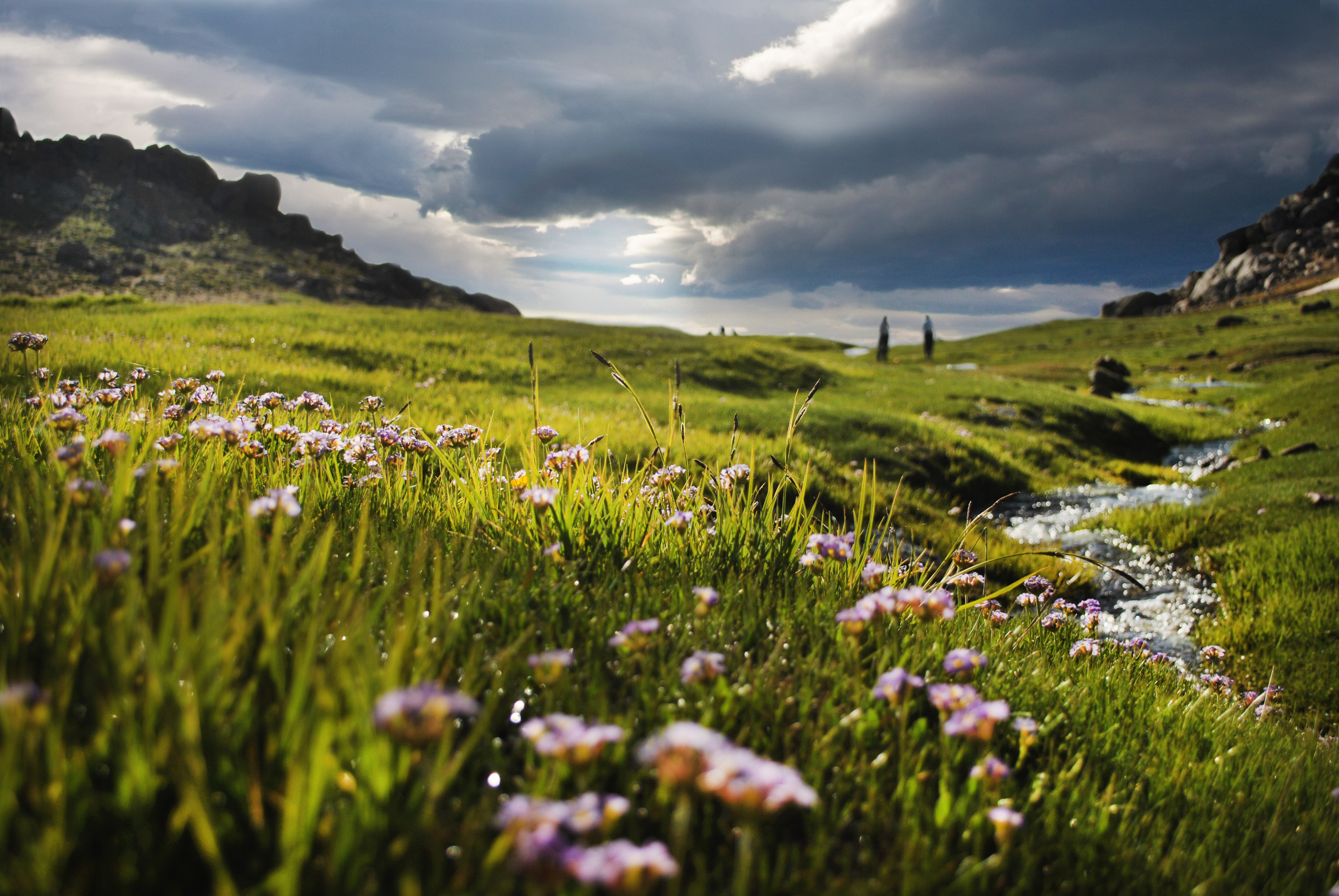
دشت میشان

میدان میشان یا دشت میشان یکی از دشت‌های کوهستان الوند است. این میدان در مسیر اصلی صعود به قلهٔ الوند قرار دارد و وسعت آن حدود یک هکتار و ارتفاع آن از سطح دریا ۲۷۰۰ متر است. در قدیم عشایری که دورهٔ ییلاق خود را در دامنهٔ شمالی الوند می‌گذراندند، در میدان میشان که دارای آب‌های روان، چمن زار و مناظر زیبای طبیعی است، چادر می‌زدند.
در کوهستان الوند علاوه بر قلل مرتفع و شیب‌دار، دشت‌های کوچکی وجود دارد؛ که سطح آن‌ها از چمن‌زار پوشیده شده و چشمه‌های بسیار در آن‌ها جریان دارد. با توجه به این که این دشت‌ها نسبتاً مسطح هستند، به صورت جایگاهی مناسبی برای استراحت و اتراق کوهنوردان مورد استفاده قرار می‌گیرند. مهم‌ترین این دشتک‌ها عبارتند از: میدان میشان و تخت نادر، چمن شاه‌نظر و تخت رستم.

## مسیر دسترسی به میدان میشان
در شهر همدان از میدان امام (میدان مرکزی شهر) وارد خیابان مهدیه شده و از آنجا به سمت دانشگاه بوعلی سینا همدان بروید. بعد از عبور از چهار راه دانشگاه به سمت میدان قائم حرکت کنید و پس از رسیدن به میدان قائم به سمت راست بروید. بالاتر به یک دو راهی می‌رسید که یکی به سمت عباس‌آباد و دیگری به سمت کتیبهٔ باستانی گنجنامه می‌رود. مسیر گنجنامه را ادامه دهید. چند متر قبل از پیاده راهی که به سمت گنجنامه می‌رود ورودی مسیر کوهپیمایی را در سمت راست خود خواهید دید.
همچنین برای رسیدن به این منطقه زیبا، می توان از تله کابین گنجنامه استفاده نمود.